# Lịch sử Ai Cập cổ đại
Lịch sử của Ai Cập cổ đại trải dài từ thời kỳ đầu định cư thời tiền sử ở phía bắc thung lũng sông Nin cho đến cuộc chinh phục Ai Cập của người La Mã vào năm 30 TCN. Thời kỳ pharaon, thời kỳ mà Ai Cập được cai trị bởi một pharaon, có niên đại từ thế kỷ 32 TCN, khi Thượng và Hạ Ai Cập được thống nhất, cho đến khi đất nước nằm dưới sự cai trị của Macedonia vào năm 332 TCN.

## Niên đại
Ghi chúĐể có những 'sửa đổi' thay thế cho niên đại của Ai Cập, xem Niên đại Ai Cập.
Lịch sử Ai Cập được chia thành nhiều thời kỳ khác nhau tùy theo triều đại cầm quyền của mỗi pharaon. Việc xác định niên đại của các sự kiện vẫn là một chủ đề nghiên cứu. Những niên đại bảo thủ không được hỗ trợ bởi bất kỳ niên đại tuyệt đối đáng tin cậy nào trong khoảng thời gian khoảng ba thiên niên kỷ. Sau đây là danh sách theo niên đại thông thường của Ai Cập.
- Ai Cập thời tiền sử (trước năm 3100 TCN)
- Naqada III ("thời kỳ nguyên thủy", khoảng 3100–3000 TCN; đôi khi được gọi là "Triều đại 0")
- Thời kỳ Sơ Vương triều (Triều đại thứ nhất – thứ hai)
- Cổ Vương quốc (Vương triều thứ ba – thứ sáu)
- Thời kỳ Chuyển tiếp thứ nhất (Vương triều thứ bảy hoặc thứ tám – thứ mười một)
- Trung Vương quốc (Vương triều thứ mười hai – thứ mười ba)
- Thời kỳ Chuyển tiếp thứ hai (Vương triều thứ mười bốn – thứ mười bảy)
- Tân Vương quốc (Vương triều thứ mười tám – thứ hai mươi)
- Thời kỳ Chuyển tiếp thứ Ba (còn được gọi là Thời kỳ Libya; Vương triều thứ hai mươi mốt – thứ hai mươi lăm)
- Hậu kỳ (Vương triều thứ hai mươi sáu – thứ ba mươi mốt)
- Ai Cập thời Ptolemaic (305–30 TCN)